# Ethel Ennis

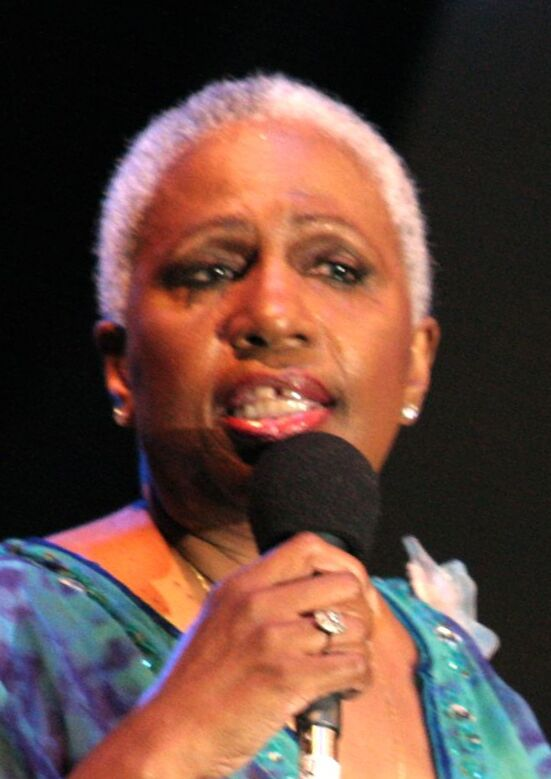
Ethel Ennis auf dem Silver Spring Jazz Fest 2007

Ethel Llewellyn Ennis (* 28. November 1932 in Baltimore, Maryland; † 17. Februar 2019) war eine US-amerikanische Jazzsängerin.

## Leben und Wirken
Ethel Ennis trat schon während ihrer Schulzeit als Pianistin auf; Anfang der 1950er Jahre begann sie eine Karriere als Sängerin. 1955 erschien ihr Debütalbum Lullabies for Losers auf dem Label Jubilee, gefolgt von dem Album Change of Scenery, das 1957 auf Capitol veröffentlicht wurde. Nach einer ausgedehnten Europa-Tournee mit der Benny Goodman All-Stars Band kehrte Ennis nach Baltimore zurück, um fortan dort zu arbeiten; in den nächsten Jahren trat sie nur noch selten außerhalb ihrer Heimatstadt auf. 1958 nahm sie noch das Album Have You Forgotten? auf; danach entstanden sechs Jahre keine neuen Aufnahmen von Ennis.
Anfang der 1960er Jahre nahm sie drei Alben für RCA Victor auf, bei denen sie u. a. von Dick Hyman, Claus Ogermans Orchester und Marty Manning begleitet wurde. 1964 trat sie – begleitet von Billy Taylor, Cozy Cole und Slam Stewart – auf dem Newport Jazz Festival auf und hatte mit dem Duke Ellington Orchestra einen Fernsehauftritt in der Show Bell Telephone Hour. Danach sang sie auf dem Monterey Jazz Festival im Duett mit Joe Williams. In den folgenden Jahren trat sie vorwiegend in ihrer Heimatstadt auf, unter anderen mit der Count Basie Band und dem Baltimore Symphony Orchestra. Gemeinsam mit Cab Calloway gastierte sie in Harlems Apollo Theater.
1967 sang Ethel Ennis den Titelsong für die Fernsehsendung Frankensteins Monster-Party. Nach längerer Pause nahm sie 1973 für BASF 10 Sides of Ethel Ennis auf; Ende des Jahres sang sie bei der Re-Inaugurationsfeier von Richard Nixon; sie trat auch im Weißen Haus für Jimmy Carter auf. Ende der 1970er Jahre war sie Baltimores Kultur-Botschafterin und trat mit einem Programm aus chinesischen Folksongs in Baltimores Partnerstadt Xiamen auf. 1980 erschien ein Livealbum; danach nahm sie erst wieder 1993 ein Standards-Album und 1998 das Album If Women Ruled the World auf. In den 1980er Jahren eröffnete Ethel Ennis mit ihrem Ehemann, dem Autor Earl Arnett, einen eigenen Musikclub, Ethel’s Place. 1988 verkaufte sie den Club und arbeitete wieder vorwiegend als Sängerin.
1999 gastierte sie in Bonn bei einer Veranstaltung des U.S. Information Service und der Botschaft der Vereinigten Staaten.
Frank Sinatra nannte sie “my kind of singer.” Ein Kritiker im Downbeat schrieb über Ethel Ennis: „Ihre Stimme springt tief, sie verströmt die Persönlichkeit einer klugen Frau, die viele Leben gelebt hat.“
Populäre Titel von Ethel Ennis in den 1960ern waren The Moon Was Yellow (And The Night Was Young); Say It Ain’t So, Joe und I’ve Got that Feeling.

## Diskographische Hinweise
| - Lullabies for Losers (Jubilee, 1955) - Change of Scenery (Capitol, 1957) - Have You Forgotten? (1958) - This Is Ethel Ennis (RCA, 1962) - Once Again (RCA, 1963) - Ethel Ennis Sings (Jubilee, 1963) | - This Is Ethel Ennis (RCA, 1964) - Eyes for You (RCA, 1964) - My Kind of Waltztime (RCA, 1966) - 10 Sides of Ethel Ennis (BASF, 1973) - Live at Maryland Inn (E&E, 1980) - Ethel Ennis (Hildner, 1993) - If Women Ruled the World (Savoy Records, 1998) |